# Akademija
Akademija är en ort i Litauen. Den ligger i kommunen Kauno rajono savivaldybė och länet Kaunas län, i den centrala delen av landet. Akademija ligger 75 meter över havet och antalet invånare är 2 807.
Terrängen runt Akademija är platt. Närmaste större samhälle är Kaunas, 4,9 km öster om Akademija. Trakten runt Akademija består till största delen av jordbruksmark.